# 足甲歩き
足甲歩き（あしこうあるき）は、忍者の肉体鍛錬法の一つ。文字通り、足の甲で立って歩行し、足首およびその周辺を強靭なものにするために行われる。甲賀流に伝えられるものの一つとされる。